# シブリサイド

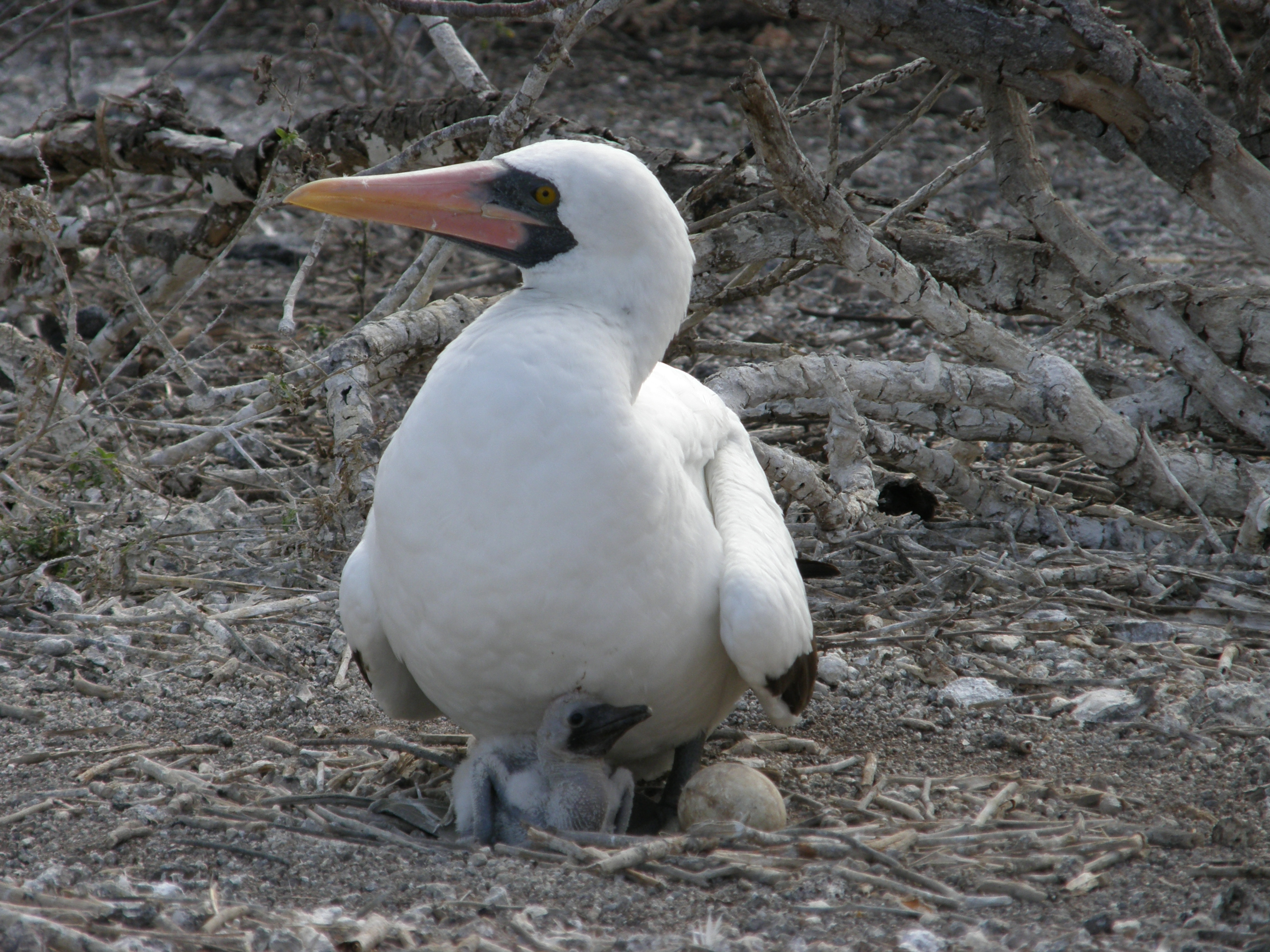
雛と卵を持つナスカカツオドリ。2番目の卵が孵化すると、その個体は弟や妹を殺すであろうことが見通される。

シブリサイド（英: Siblicide、兄弟姉妹殺し、行動生態学者のダッグ・マックとバーバラ・M・ブラウンによる)は、（全血、または半血の）兄弟姉妹による他の兄弟姉妹の殺害である。それは兄弟姉妹の間で直接起こるか、または親によって媒介される場合もある。その行為は、進化の推進要因として考えると、集団の遺伝的生存率に対する間接的な利益か、または加害者の直接的な利益に成り得る。シブリサイドは、主に鳥類で観察されるが、それ以外の動物にも見られる。
この言葉はまた、人間の種の中のフラトリサイド（兄弟殺し）とソロリサイド（姉妹殺し）の統一用語としても使われている。これらのより具体的な用語とは異なり、シブリサイドは被害者の性別を限定していない。
シブリサイド的行動は、義務的でも任意的でもあり得る。義務的シブリサイド（Obligate siblicide）は、兄弟姉妹が殆どいつでも殺害されることである。任意的シブリサイド（Facultative siblicide）は、環境条件によってシブリサイドが発生するかどうかが左右されることを意味する。鳥類では、義務的シブリサイド行動は、より早く出生した雛が年下の雛を殺す結果となる。任意的シブリサイドの動物では、戦闘は頻繁に発生するが、必ずしも兄弟姉妹の死に繋がるわけではない。このタイプの行動は、異なる種のパターンにしばしば存在する。例えば、アオアシカツオドリでは、兄弟姉妹は数週間の間、巣の仲間から何日かに一度のペースでランダムに攻撃され、死に至る可能性がある。多くの鳥類は、義務的シブリサイドではなく任意的シブリサイドである。これはおそらく、シブリサイドは大量のエネルギーを消費するため、必ずしも生存上有利ではないためである。
シブリサイドは、一般的に、資源、特に食糧源が不足している場合にのみ生じる。シブリサイドは、生き残った兄弟姉妹を有利にする。なぜなら、生き残った個体は現在、競争のほとんどまたは全てを排除しているからである。生存している兄弟姉妹が最も強い遺伝子を持っている可能性が高いので、両親にとってはやや有利である。したがって、これらの遺伝子を後に生まれる子孫に継承して、遺伝上の強力な系図を作り出す。
いくつかの親はシブリサイドを奨励するが、それを防ごうとする親もいる。食糧が不足している場合、両親はシブリサイドを奨励する可能性がある。なぜなら、少数の子供しか生き残ることができないため、生まれつき最も強い子供が必要だからである。兄弟姉妹がお互いを殺し合うようにすることで、おそらく生き延びることができない子供に与えるため無駄になるはずだった餌を強い子供に配分することができ、両親の時間とエネルギーを節約することができる。
親子の対立は、子が自らの適応度を向上させることが、親の適応度を低下させ、親が自らの適応度を向上させることが、子の適応度を低下させるという理論である。この理論に基づくと、子のある個体が親から与えられる資源を独占することによって、その個体の適応度を高めるため、シブリサイドの原動力の1つとなる。親は、それが子が生き残る確率を高めるかどうかに応じて、シブリサイドを阻止するか、または容認することができる。
包括的な適応度とは、動物の個体の生殖の成功と、その動物の兄弟姉妹の生殖の成功にその動物の近縁度を乗じたことによるプラス及び/又はマイナスの影響と定義される。シブリサイドが行われた場合、被害者は通常最年少の兄弟姉妹である。この兄弟姉妹の生殖価値は、他の兄弟姉妹の生殖の成功をどれだけ増強するか、または減少させたりするかによって測定することができるため、この個体は周縁的であるとみなされる。周縁的な兄弟姉妹は生存していれば、他の兄弟姉妹だけでなく、親の成功のための追加要素としても働くことができる。他の兄弟姉妹が予期せず死亡した場合、周縁の兄弟姉妹はその場所を取る役目を与えられる。これは、兄弟姉妹の死亡に対する保険として機能する。この保険としての価値は、他の兄弟姉妹が死亡する可能性の高さに依存する。

## 継承権争い
- スルタンの兄弟殺しの法律（ロシア語版） - オスマントルコ帝国で、スルタンとなった者以外の兄弟をスルタン位継承の後腐れをなくすために殺害する法律を法制化した。15世紀のメフメト2世（第7代）の治世から慣習化され、17世紀初頭のアフメト1世（第14代）によって廃止された[4]。

## 数学的説明
兄弟姉妹の生殖の成功に対するシブリサイドの費用と効果は、代数方程式に分解することができる。{\displaystyle M}が子供達全員への親による投資の水準であり、絶対最大価値は MH(0 ≤M ≤M"H)."である。親による投資は{\displaystyle M}であり、親による投資の単位を(PI)とすると、現在の仲間には将来の繁殖の成功が期待できる値は{\displaystyle f(M)}となり、次の式で表される。
{\displaystyle fH} if M ≤ 0
f(M)= { fH[1-(M/MH)^θ ] if {\displaystyle 0<M<MH}
if MH≤M,
{\displaystyle fH}は、生殖の試みをしなければ、両親の将来の生殖の成功となる。パラメータ ᶿは、親の投資と生殖コストとの関係を決定する。この方程式は{\displaystyle M}を増加させ、親の将来における生殖の成功度は減少する。
PIのM単位を受け取った後に雛が繁殖集団に加わる確率p(m)は、次の式で表される。
{\displaystyle P(m)=1-Mv/m}   if {\displaystyle m>mv}
if m ≤  mv